# عملية كمومية
العملية الكمومية هي مصطلح غامض يستعمل في ميكانيكا الكم وتشير عادة إلى التطور الزمني لنظام كمي "مفتوح". في ظل افتراضات عامة جدا، توصف العملية الكمومية من خلال شكلية العملية الكمومية (المعروفة أيضا باسم الخريطة الديناميكية الكمومية) وهي خريطة خطية تحفظ تتابع الخطوات على مسارها، وإيجابية تماماً من فئة من مصفوفات الكثافة إلى نفسها.